# The First Time Is the Last Time
Pour plus de détails, voir Fiche technique et Distribution.
The First Time Is the Last Time (第一繭, Di yi jian) est un film dramatique hongkongais co-produit et réalisé par Raymond Leung et sorti en 1989 à Hong Kong. Ce film très pessimiste raconte l'histoire de trois détenues qui se racontent leur passé en prison.
Il totalise 7 969 241 HK$ de recettes au box-office.

## Synopsis
Ma Yuk-fung (Season Ma), une fille simple d'esprit qui ferait n'importe quoi par amour, accepte d'entrer en prison pour tuer Winnie Wong, sous l'impulsion de son petit ami Robert, membre de la triade, afin de venger le chef de la triade de Robert, Man (Lam Chung). Elle se fait volontairement arrêtée en possession de drogue et est condamnée à six mois de prison. Sur place, Robert lui manque jour et nuit, inconsciente du fait qu'il n'en a en fait rien à faire d'elle. En prison, elle est victime d'intimidation de la part de la détenue He-man mais, heureusement, se fait aider par les détenues Crazy Bitch (Carrie Ng) et 5354 (Meg Lam).
5354 est une récidiviste qui est tombée enceinte intentionnellement avant son incarcération, ce qui a entraîné une réduction de moitié de sa peine. Néanmoins, elle et le père de l'enfant sont toujours ensemble. Crazy Bitch est une meurtrière défigurée qui erre en prison et cause souvent des problèmes. Par la suite, l'attitude sincère de Yuk-fung égaie sa vie. Elles parlent souvent entre elles de leurs passés respectifs. Crazy Bitch a eu une enfance pauvre et vivait sur un bateau avec sa famille. Enfant, elle est vendue par son père toxicomane et devint une prostituée et une toxicomane. Un soir, elle est harcelée dans une boîte de nuit et sauvée par un membre de la triade, Yung (Andy Lau). Le lendemain, celui-ci négocie pour elle avec une bande rivale mais est blessé durant un règlement de comptes. Il se cache avec Crazy Bitch dans les toilettes publiques et commencent à développer des sentiments amoureux. Peu de temps après, Crazy Bitch cohabite avec Yung, qui l'aide à se débarrasser de sa dépendance à la drogue pendant cette période et à démarrer une nouvelle vie. Les deux passent alors les moments les plus heureux ensemble. Plus tard, Yung se révèle être en fait un policier sous couverture qui a horreur de l’injustice. Crazy Bitch craint que leur nouvelle vie échoue et demande à Yung d'immigrer au Canada ensemble. Il est cependant tué au dernier moment par Man, ce qui anéantit les espoirs de Crazy Bitch. Elle venge Yung et tue Man et ses hommes dans un sauna, étant défigurée par une pierre chaude durant l'affrontement. Elle est ensuite envoyée en prison.
Yuk-fung trouve un chaton en prison et s'en occupe en secret. L'amitié de Yuk-fung, Crazy Bitch et 5354 s'améliore avec le temps. Yuk-fung et 5354 attendent avec impatience de commencer une nouvelle vie avec leur petit ami après leur sortie de prison. Mais les bons moments ne durent pas puisque Crazy Bitch découvre en prison que son père est mort de la drogue. Yuk-fung découvre également que sa cible d'assassinat, Winnie Wong, est en réalité Crazy Bitch. 5354 est ensuite tuée par une détenue souffrant de troubles mentaux, Jenny (Ngai Suet), et le bébé qu'elle porte est également tué.
Yuk-fung apprécie son amitié avec Winnie et refuse de rester avec Robert. Le jour de sa libération, elle sort avec son chaton, attendant que Robert vienne la chercher, mais ce-dernier, sans conscience, la renverse avec sa voiture et la tue. Finalement, le chaton s'enfuit dans la prison et Winnie le récupère.

## Fiche technique
- Titre original : 第一繭
- Titre international : The First Time Is the Last Time
- Réalisation : Raymond Leung
- Scénario : Yue Fan
- Photographie : Ma Kam-cheung, Andrew Lau et Paul Chan
- Montage : Norman Wong et Cheung Ka-fai (en)
- Musique : Lowell Lo
- Production : Raymond Leung et Leung Ming
- Société de production : Seven mm Films
- Société de distribution : Seven mm Films
- Pays d'origine :  Hong Kong
- Langue originale : cantonais
- Format : couleur
- Genre : drame
- Durée : 92 minutes
- Dates de sortie :
  -  Taïwan : 11 mars 1989
  -  Hong Kong : 15 avril 1989
  -  Corée du Sud : 24 février 1990

## Distribution
- Andy Lau : Yung
- Carrie Ng : Crazy Bitch/Winnie Wong
- Season Ma : Ma Yuk-fung, détenue 7144
- Meg Lam : Détenue 5354
- Ngai Suet : Jenny
- Kenneth Tsang : le père de Jenny
- Wang Lung-wei (en) : le chef de la triade de Keung
- Andy Tai : l'inspecteur en chef Chan
- Kan Tat-wah : Keung
- Peter Ngo : le jeune policier partenaire de Yung
- Lam Chung : Man
- Law Yiu-hung : un membre de la triade de Keung
- Lam Wai-man
- Yeung Kit-ngai
- Wan Po-yee
- Yeung Kin-wai : la gardienne de prison Lee
- Ng Fung-ching
- Kan Sam-mei
- Garry Chan : le vendeur de drogue abattu par Chan
- Yiu Wai-ming
- Dora Chu
- Law Shu-kei : le directeur de la prison
- Wong Hung : le fornicateur
- Chan Kit-ling
- Lau Shung-fung : un membre de la triade